# Camponotus testaceipes
Camponotus testaceipes é uma espécie de inseto do gênero Camponotus, pertencente à família Formicidae.